# Estación de La Hacquinière
La estación de La Hacquinière está en Bures-sur-Yvette (departamento de Essonne) (Francia).
Es una estación de la RATP servida por los trenes de la Línea RER B. Es, junto a la estación de Bures-sur-Yvette, una de las dos estaciones de la comuna. Entró en servicio en 1957.

## La estación

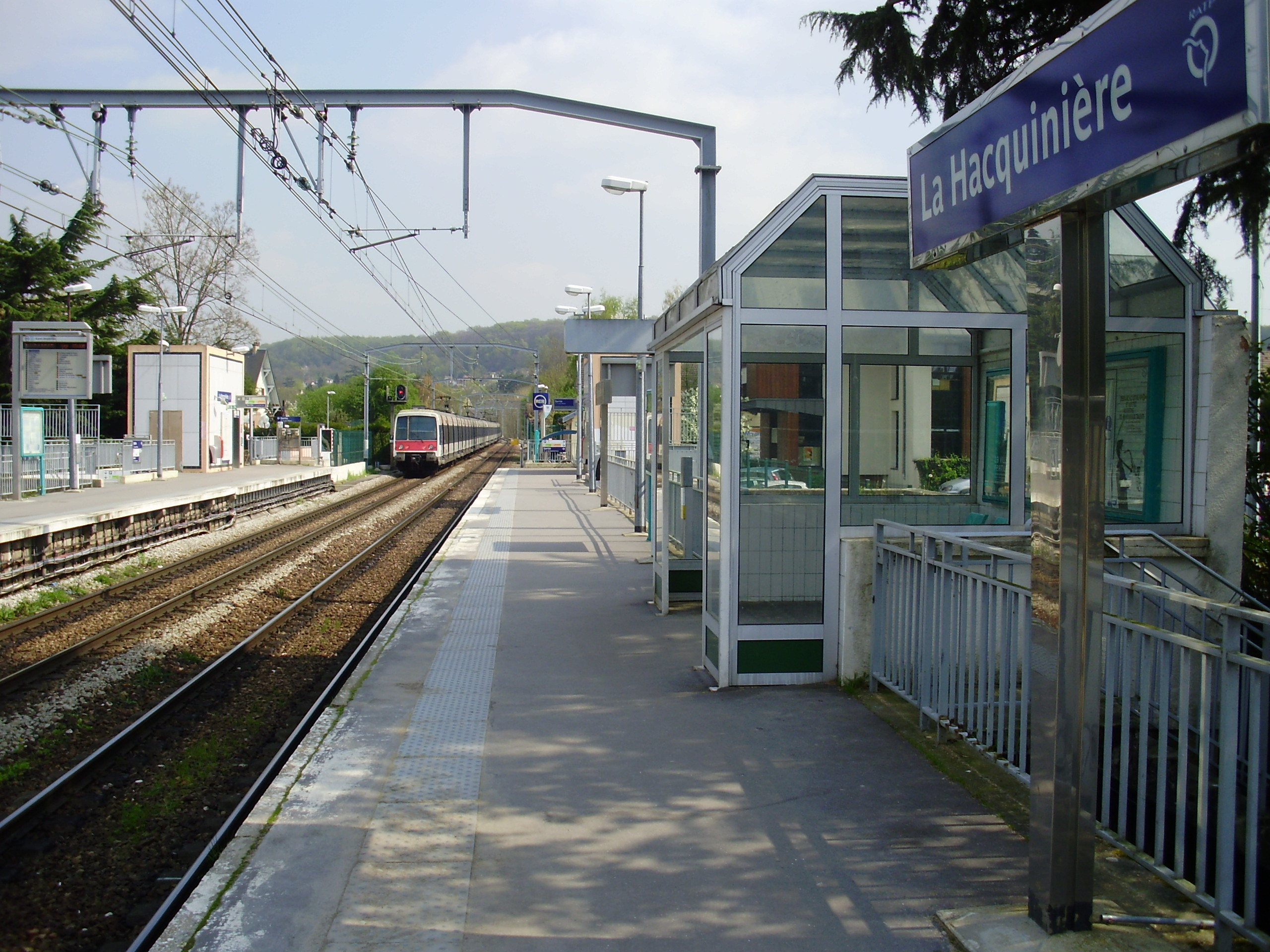
Tren dejando la estación

Situada en la línea B del RER, sirve al oeste de Bures-sur-Yvette, y en particular a la meseta de la Hacquinière, situada en las comunas de Bures y Gif-sur-Yvette.
En 2011, 425 311 viajeros entraron en esta estación, lo que la convierte en la menos utilizada del RER de la RATP.

## Correspondencias
El bus de la línea Noctilien N122 para frente a la iglesia de Bures sur Yvette, en el centro de la ciudad (a 10 minutos a pie de la estación de la Hacquinière y a 1 de la estación de Bures-sur-Yvette)

## Fotos

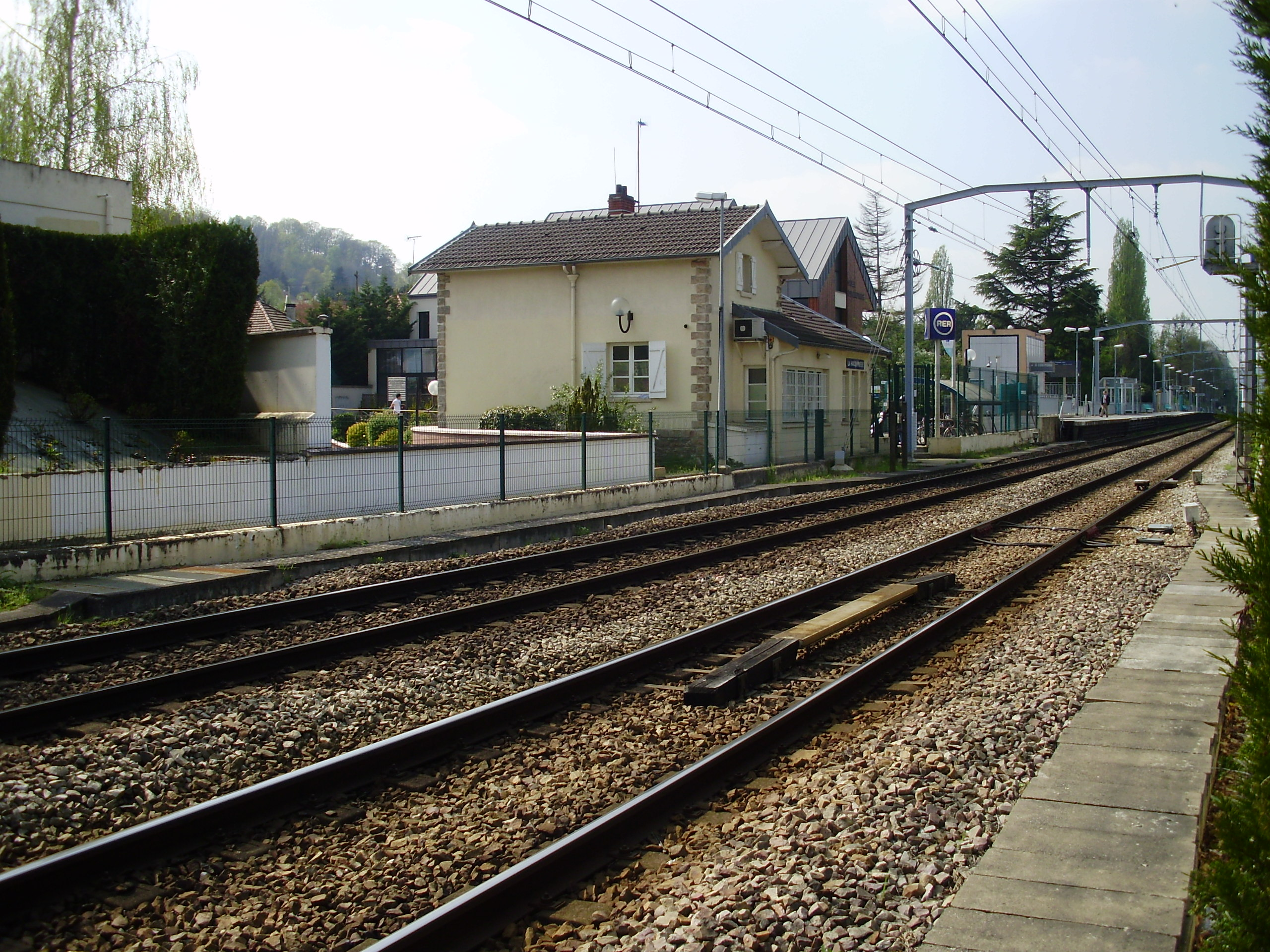
Edificio de viajeros, vías y andén hacia Saint-Rémy-lès-Chevreuse.
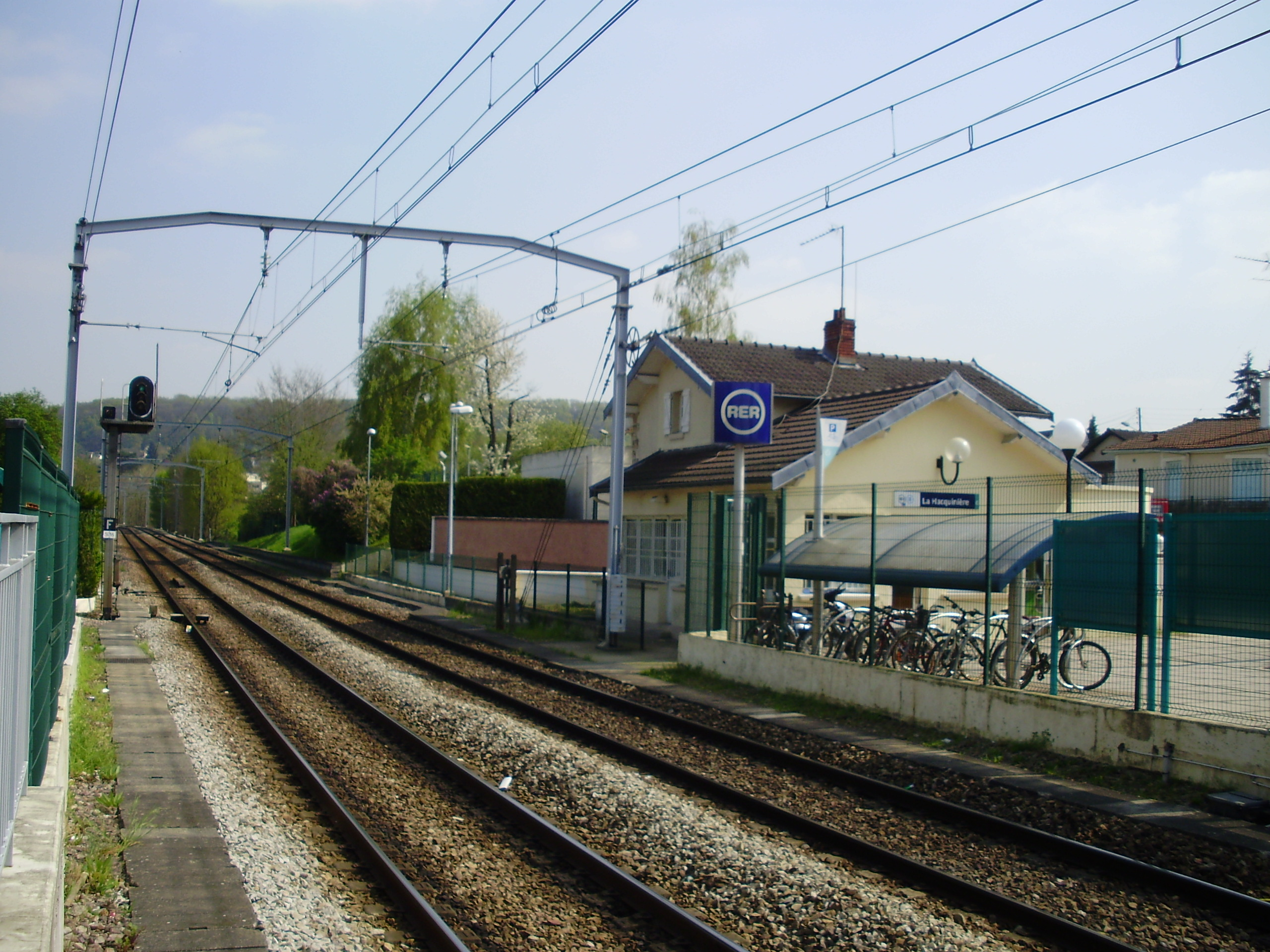
Edificio de viajeros, estacionamiento de bicis y vías hacia Aéroport CDG 2/Mitry - Claye.
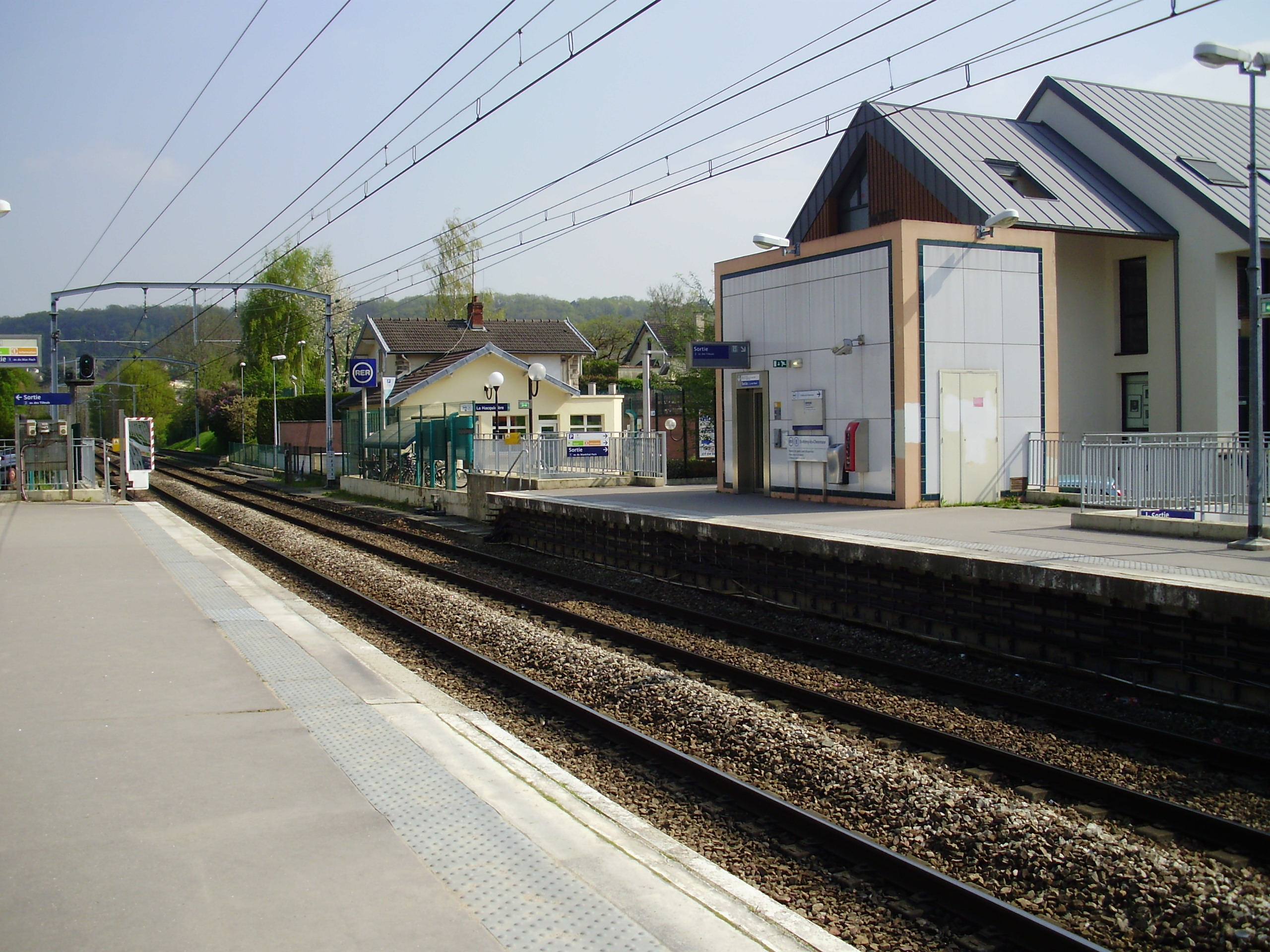
Ascensor en el andén hacia Saint-Rémy-lès-Chevreuse y, en segundo plano, el edificio de viajeros.